# Crkva sv. Mihaela (Sopot)
Crkva sv. Mihaela  je rimokatolička crkva u mjestu Sopot, općini Pregrada, zaštićeno kulturno dobro.

## Opis dobra
Pravilno orijentirana crkva Svetog Mihaela nalazi se u naselju Sopot, jugozapadno od grada Pregrade. Pravokutne lađe s užim i nižim svetištem te masivnim zvonikom koji dominira vanjskim izgledom cijele crkve. Iako ima izgled građevine 17. stoljeća, pojedini dijelovi upućuju na to da bi mogla biti starijeg porijekla. U prilog tomu ide masivan i zatvoren zvonik s donjim dijelom od fino klesanog kamena građen u tradiciji obrambenih zvonika 16. stoljeća. Osobita je vrijednost crkve jedan od najcjelovitije očuvanih inventara 17. stoljeća.

## Zaštita
Pod oznakom Z-2092 zavedena je kao nepokretno kulturno dobro - pojedinačno, pravnog statusa zaštićena kulturnog dobra, klasificirano kao "sakralna graditeljska baština".